# Montalbano Elicona
Montalbano Elicona é uma comuna italiana da região da Sicília, província de Messina, com cerca de 2.838 habitantes. Estende-se por uma área de 67 km², tendo uma densidade populacional de 42 hab/km². Faz fronteira com Basicò, Falcone, Floresta, Francavilla di Sicilia, Librizzi, Malvagna, Oliveri, Patti, Raccuja, Roccella Valdemone, San Piero Patti, Santa Domenica Vittoria, Tripi.
Pertence à rede das Aldeias mais bonitas de Itália.

## Demografia
| Variação demográfica do município entre 1861 e 2011                               |
|                                                                                   |
| Fonte: Istituto Nazionale di Statistica (ISTAT) - Elaboração gráfica da Wikipedia |